# 李景祥
李景祥（1845年—1903年），字书云，浙江鄞县（今屬寧波市）人。清末官员、诗人。
道光二十四年出生。光緒二十一年（1895年）乙未恩科三甲進士，同年五月，著交吏部掣签分发各省，以奉天广宁知县即用。官至義州知州。曾镇压义和团，並筹办团练。叙功升同知，卒于任上。工诗，著有《爱日庐诗钞》。《晚晴簃诗汇》收其诗作一首。